# Scolopes lignea
Scolopes lignea är en svampdjursart som först beskrevs av Hallmann 1912.  Scolopes lignea ingår i släktet Scolopes och familjen Alectonidae.
Artens utbredningsområde är New South Wales. Inga underarter finns listade i Catalogue of Life.